# Mac Zimms
Mac Zimms (* 2. Januar 1970 in Hoogezand; bürgerlich Willem Jelle Faber) ist ein niederländischer Trance-DJ und -Produzent. Er ist auch unter zahlreichen Pseudonymen bekannt wie Da Mindcrusher, Fellow Man, Free Fall und The Groovecolletor.

## Biographie
1987 und 1991 hat Mac Zimms zweimal an den niederländischen DJ-Mix-Meisterschaften teilgenommen und erreichte beide Male das Finale.
Er ist bei dem niederländischen Independent-Label Spinnin' Records unter Vertrag.
Zusammen mit Freek Fontein (auch bekannt als DJ The Freak) produzierte Mac Zimms als Perfect Phase einige erfolgreiche Singles. Die Debütsingle Horny Horns war 1999 neun Wochen in den britischen Singlecharts und erreichte Platz 21. Zuletzt kam Blow Your Horny Horns 2004 noch auf Platz 75. Das Duo hatte auch einige Remixe produziert; unter anderem Maximum Overdrive von 2 Unlimited.

## Diskografie

### Alben
- 2009: Butterfly (als Wishbone)

### Singles (Auswahl)
als Mac Zimms
- 1997: L’Annonce des couleurs
- 1998: Feel What I’m Feeling / Sunburst
- 2000: Doo Bee Doo
- 2001: Get Away (You and Me)
- 2005: Kenetic / Shock
- 2005: World of Life Anthem 2005 (mit DJ Exelios)
- 2007: Bring It On (mit Randy Katana)
- 2008: Stomp
- 2009: Walk Away (mit Nima Nas)
- 2010: Your Horny Horns

als Perfect Phase (mit Freek Fontein alias „DJ the Freak“)
- 1999: Horny Horns
- 2000: Bootleg Horns
- 2000: Get Wicked
- 2000: Goal!!
- 2001: Shooters / Deliver the Shiver
- 2001: Slammer Jammer
- 2004: Blow Your Horny Horns

### Remixe (Auswahl)
- 1998: The Space Brothers – Forgiven
- 1999: Blank & Jones – Cream
- 1999: Vincent de Moor – Shamu
- 1999: Wamdue Project – You’re the Reason
- 2002: Katana – Fancy Fair
- 2006: Activa – Airflow
- 2006: Blank & Jones – Revealed
- 2006: 4 Strings – Take Me Away
- 2006: Giuseppe Ottaviani & Marc van Linden – Until Monday
- 2009: Ercola feat. Daniella – Every Word